# Colli Martani
Unter der Bezeichnung Colli Martani DOC werden italienische Weine aus der Provinz Perugia in der Region Umbrien vermarktet. Sie besitzen seit 1972 eine „kontrollierte Herkunftsbezeichnung“ (Denominazione di origine controllata – DOC), die zuletzt am 7. März 2014 aktualisiert wurde.

## Erzeugung
Colli Martani wird in vielen verschiedenen Weintypen angeboten:

### Fast sortenreine Weine
Bei den folgenden Weine muss die genannte Rebsorte zu mindestens 85 % enthalten sein. Höchstens 15 % andere analoge Rebsorten, die für den Anbau in der Region Umbrien zugelassen sind, dürfen zugesetzt werden.
- Colli Martani Trebbiano: Die Rebsorten Malvasia Bianca di Candia und/oder Malvasia Bianca Lunga dürfen – einzeln oder gemeinsam – nicht mehr als 10 % der Gesamtmischung ausmachen.
- Colli Martani Grechetto und Colli Martani Grechetto di Todi: Die Rebsorten Malvasia Bianca di Candia und/oder Malvasia Bianca Lunga dürfen – einzeln oder gemeinsam – nicht mehr als 10 % der Gesamtmischung ausmachen.
- Colli Martani Sangiovese
- Colli Martani Cabernet Sauvignon
- Colli Martani Merlot (auch als „Riserva“)
- Colli Martani Sauvignon Blanc: Die Rebsorten Malvasia Bianca di Candia und/oder Malvasia Bianca Lunga dürfen – einzeln oder gemeinsam – nicht mehr als 10 % der Gesamtmischung ausmachen.
- Colli Martani Chardonnay: Die Rebsorten Malvasia Bianca di Candia und/oder Malvasia Bianca Lunga dürfen – einzeln oder gemeinsam – nicht mehr als 10 % der Gesamtmischung ausmachen.
- Colli Martani Riesling: Die Rebsorten Malvasia Bianca di Candia und/oder Malvasia Bianca Lunga dürfen – einzeln oder gemeinsam – nicht mehr als 10 % der Gesamtmischung ausmachen.
- Colli Martani Vernaccia nera

### Verschnittweine
- Colli Martani Bianco. Muss zu mindestens 50 % aus der Rebsorte Trebbiano bestehen. Höchstens 50 % andere weiße Rebsorten, die für den Anbau in der Region Umbrien zugelassen sind, dürfen zugesetzt werden. Die Rebsorten Malvasia Bianca di Candia und/oder Malvasia Bianca Lunga dürfen – einzeln oder gemeinsam – nicht mehr als 10 % der Gesamtmischung ausmachen.
- Colli Martani Rosso. Muss zu mindestens 50 % aus der Rebsorte Sangiovese bestehen. Höchstens 50 % andere rote Rebsorten, die für den Anbau in der Region Umbrien zugelassen sind, dürfen zugesetzt werden.
- Colli Martani Spumante. Der weiße Schaumwein zu mindestens 50 % aus den Rebsorten Chardonnay, Pinot Nero und/oder Grechetto bestehen. Höchstens 50 % andere weiße Rebsorten, die für den Anbau in der Region Umbrien zugelassen sind, dürfen zugesetzt werden. Die Rebsorten Malvasia Bianca di Candia und/oder Malvasia Bianca Lunga dürfen – einzeln oder gemeinsam – nicht mehr als 10 % der Gesamtmischung ausmachen.

## Anbau
Der Anbau und die Vinifikation der Weine sind nur gestattet in der Provinz Perugia in den Gemeinden: Gualdo Cattaneo und Giano dell’Umbria sowie in Teilen der Gemeinden Todi, Massa Martana, Monte Castello Vibio, Montefalco, Castel Ritaldi, Spoleto, Bevagna, Cannara, Bettona, Deruta und Collazzone.

## Beschreibung
Gemäß Denomination (Auszug):

### Colli Martani Bianco
- Farbe: strohgelb, mit grünlichen Reflexen
- Geruch: weinig, zart, fruchtig
- Geschmack: fruchtig, lebhaft, frisch, harmonisch
- Alkoholgehalt: mindestens 11,0 Vol.-%
- Säuregehalt: mind. 5,0 g/l
- Trockenextrakt: mind. 15,0 g/l

### Colli Martani Rosso
- Farbe: rubinrot, lebhaft
- Geruch: weinig, zart, charakteristisch
- Geschmack: trocken, fruchtig, vollmundig, leicht tanninhaltig
- Alkoholgehalt: mindestens 11,5 Vol.-%
- Säuregehalt: mind. 4,5 g/l
- Trockenextrakt: mind. 19,0 g/l